# Myrichthys
Myrichthys é um gênero de peixes anguiliformes da família das falsas-moreias.

## Taxonomia
O táxon foi descrito oficialmente em 1859 por Charles Frédéric Girard.

## Espécies
Reconhecem-se as seguintes espécies:
- Myrichthys aspetocheiros
- Myrichthys breviceps
- Myrichthys colubrinus
- Myrichthys maculosus
- Myrichthys magnificus
- Myrichthys ocellatus
- Myrichthys pantostigmius
- Myrichthys pardalis
- Myrichthys tigrinus
- Myrichthys xysturus